# 約西皮夫卡 (捷爾諾波爾區)
49°24′35″N 25°26′28″E / 49.40972°N 25.44111°E
約西皮夫卡（烏克蘭語：Йосипівка）是位於烏克蘭西部泰爾諾皮爾州裏泰爾諾皮爾區的村莊，面積3平方公里，海拔高度339米，2001年人口498，人口密度每平方公里166人。